# دره نا
دره نا، روستایی از توابع بخش میداود شهرستان باغ‌ملک در استان خوزستان ایران است.

## جمعیت
این روستا در دهستان سرله قرار دارد و براساس سرشماری مرکز آمار ایران در سال ۱۳۸۵، جمعیت آن ۳۸ نفر (۱۱خانوار) بوده‌است.